# Phil O'Donnell
Phillip "Phil" O'Donnell (25 de março de 1972 – 29 de dezembro de 2007) foi um futebolista escocês. O'Donnell jogou nos times Motherwell, Celtic e Sheffield Wednesday durante sua carreira. Morreu de parada cardiorrespiratória depois de desmaiar no relvado em 29 de dezembro 2007, sendo que seria substituído assim que a partida se paralisasse. Em sua memória foi organizada uma partida entre "lendas" do Celtic e Motherwell, que acabou em 5 a 1 para a equipe alviverde.

## Carreira
Ele nasceu em 25 de março de 1972 em Bellshill, North Lanarkshire, a alguns quilômetros de distância do estádio do Motherwell. O'Donnell começou sua carreira com a sua equipa local, fazendo sua estréia na temporada 1990-91 contra o St Mirren, e logo um regulares primeiro jogador da equipe. Ele ganhou uma Copa escocesa marcando um gol de cabeça na vitória por 4-3 sobre o Dundee United. Ally McCoist comentou sobre o jogo descrevendo-o como sendo "valente como um leão." Ele ganhou prêmio individuais como jogador escocês do ano em 1992 e 1994. Esta forma fez dele um alvo dos maiores clubes e ele assinou pelo Celtic, em Setembro de 1994 . A taxa de £1,75 mi é a mais elevada Motherwell tenham recebido para um jogador.
Ele também ganhou seu único campeonato escocês com clube em 1998, mas as lesões o atrapalharam de fazer uma boa temporada e suas aparições foram limitados. Em 1999, O'Donnell teve dificuldade com os termos de contratos oferecidos pelo Celtic e veio a assinar pelo Sheffield Wednesday. Ele fez sua estréia contra o Everton, em 11 de setembro de 1999, mas as lesões continuaram a prejudicá-lo e ele jogou apenas um jogo durante a sua primeira temporada (quando o clube foi rebaixado da Premier League inglesa). Ele jogou apenas 20 vezes em quatro anos de Sheffield Wednesday e foi dada uma transferência gratuita no momento da sua despromoção à segunda divisão inglesa em 2003.
O'Donnell retornou para a Escócia onde o Motherwell seu antigo clube oferece-lhe a oportunidade de treinar com eles novamente. No ano de 2006 ele substituiu Scott Leitch como capitão da equipe. 

## Morte
Em 29 de dezembro de 2007, O'Donnell desabou durante o jogo contra o Dundee United após marcar um gol de cabeça, enquanto comemorava e estava prestes a ser substituído. Ele foi atendido em campo por cerca de cinco minutos pelos médicos do Motherwell e do Dundee United antes de ser levado pela ambulância para o Hospital Wishaw, mas não resistiu e veio a falecer às 17h18. Ele tinha 35 anos, era casado e tinha quatro filhos.
Uma autópsia foi realizada em 1 de janeiro de 2008, e foi revelado que faleceu devido a uma falha cardíaca no ventrículo esquerdo. Seu funeral veio a realizar-se em 4 de janeiro na Igreja de Santa Maria em Hamilton.

## Títulos e prêmios

### Honras
- Scottish Cup (2): 1991, 1995
- Scottish Premier League (1): 1998

### Prêmios
- Jovem escocês do ano (2) : 1992, 1994

## Seleção nacional
Foi jogador pela Seleção Escocesa de Futebol, onde disputou apenas um encontro internacional, também tendo jogado 8 partidas pela Sub-21